# Ameiva dorsalis
Ameiva dorsalis là một loài thằn lằn trong họ Teiidae. Loài này được Gray mô tả khoa học đầu tiên năm 1838.